# المشاركة النسائية العمانية في الألعاب الأولمبية الصيفية
انطلقت الألعاب الأولمبية الصيفية لأول مرة عام 1896 في أثينا، لكن مشاركة عمان في الألعاب قد تأخرت 88 عامًا حتى دورة 1984 في لوس أنجلوس. أما الظهور النسائي فبدأ بعد ذلك بـ24 عامًا، أي بعد انطلاق الألعاب لأول مرة ب112 عامًا، حيث مُثِّلت المرأة العمانية لأول مرة في الأولمبياد في دورة بكين 2008 بمشاركة العداءة بثينة اليعقوبي. وفي الدورة التالية، لندن 2012، شاركت العداءة شنونة الحبسي.

## بكين 2008
ظهرت المرأة العمانية لأول مرة في تاريخ الأولمبياد في هذه الدورة. ورغم أنها رياضيّة واحدة، إلا أن مشاركتها كانت من بين البعثة المكونة منها بالإضافة لثلاثة رياضيين عمانيين فقط.

### ألعاب القوى - عدو
| الرياضيّة       | الحدث | التمهيدي | التمهيدي | ربع النهائي | ربع النهائي | نصف النهائي | نصف النهائي | النهائي  | النهائي  |
| الرياضيّة       | الحدث | النتيجة  | الترتيب  | النتيجة     | الترتيب     | النتيجة     | الترتيب     | النتيجة  | الترتيب  |
| -------------- | ----- | -------- | -------- | ----------- | ----------- | ----------- | ----------- | -------- | -------- |
| بثينة اليعقوبي | 100 م | 13.90    | 5        | لم تتأهل    | لم تتأهل    | لم تتأهل    | لم تتأهل    | لم تتأهل | لم تتأهل |

## لندن 2012
الظهور الثاني للمرأة العمانية من خلال العداءة شنونة الحبسي، والتي شاركت عن طريق بطاقة دعوة وليس من خلال التصفيات. كما كانت شنونة هي أصغر الرياضيين في البعثة العمانية بعمر 19 عامًا و32 يومًا.

### ألعاب القوى - عدو
| الرياضيّة     | الحدث | التمهيدي | التمهيدي | ربع النهائي | ربع النهائي | نصف النهائي | نصف النهائي | النهائي  | النهائي  |
| الرياضيّة     | الحدث | النتيجة  | الترتيب  | النتيجة     | الترتيب     | النتيجة     | الترتيب     | النتيجة  | الترتيب  |
| ------------ | ----- | -------- | -------- | ----------- | ----------- | ----------- | ----------- | -------- | -------- |
| شنونة الحبسي | 100 م | 12.45    | 4        | لم تتأهل    | لم تتأهل    | لم تتأهل    | لم تتأهل    | لم تتأهل | لم تتأهل |

## إحصائيات

### اللاعبات
| م | الاسم          | الرياضة           | العمر عند أول مشاركة | الدورات | عدد الدورات |
| - | -------------- | ----------------- | -------------------- | ------- | ----------- |
| 1 | بثينة اليعقوبي | ألعاب القوى - عدو | 17                   | 2008    | 1           |
| 2 | شنونة الحبسي   | ألعاب القوى - عدو | 19                   | 2012    | 1           |

### الرياضات
| الرياضة     | عدد اللاعبات | الدورات | الدورات | عدد الدورات |
| الرياضة     | عدد اللاعبات | 2008    | 2012    | عدد الدورات |
| ----------- | ------------ | ------- | ------- | ----------- |
| ألعاب القوى | 2            | √       | √       | 2           |
| المجموع     | 2            | 1       | 1       | 2           |

### الدورات
| الدورة | عدد السيدات من عمان | عدد السيدات من كل الدول | نسبة التمثيل النسائي العماني | عدد الرجال من عمان | نسبة التمثيل النسائي في البعثة العمانية |
| ------ | ------------------- | ----------------------- | ---------------------------- | ------------------ | --------------------------------------- |
| 2008   | 1                   | 4611                    | 0.00022%                     | 4                  | 20%                                     |
| 2012   | 1                   | 4655                    | 0.00021%                     | 3                  | 25%                                     |